# Martebo kyrka
Martebo kyrka är en kyrkobyggnad i Martebo på Gotland. Den är församlingskyrka i  Stenkyrka församling i Visby stift.

## Kyrkobyggnaden
Den medeltida kalkstenskyrkan består av ett rektangulärt långhus med smalare rakt avslutat kor i öster, smalt kyrktorn i väster, sakristia på korets nordsida samt en bönekammare i sydvästra hörnet. Tornet, som är oproportionerligt litet jämfört med långhuset, kvarstår från en romansk kyrka. Under 1300-talet uppfördes det befintliga långhuset med kor och sakristia, samt bönekammaren (med hagioskop). Sakristian tillbyggdes med ett magasin i början av 1800-talet. De putsade fasaderna pryds av hörnkedjor, och de spetsbågiga fönstren har huggna omfattningar. Tornet, som har rundbågiga, kolonettförsedda ljudgluggar, kröns av en åttkantig tornspira. Av särskilt intresse är kyrkans tre gotiska portaler (två i söder och en på norra sidan) med sina rikt skulpterade kapitälband som berättar Kristi levnadshistoria. Figurskulpturerna härstammar troligen från den anonyme stenmästaren "Egypticus" verkstad, 1300-talets förra hälft. Det enskeppiga långhuset täcks invändigt av två kryssvalv. En vid spetsbågig muröppning leder till koret, som också kröns av ett kryssvalv. Två spetsbågefönster lyser upp koret (i öster och söder) medan långhuset endast har ett sydfönster. Vid arkitekt Åke Pornes restaurering 1971 - 1972 framtogs kalkmålningar från 1300-talet.

## Inventarier
- Dopfunten är från 1200-talet.
- Den färgrika predikstolen är från 1500-talet och en av de äldsta i Sverige.
- Altaruppsatsen av trä är från 1675.
- Epitafium från 1658 över Thomas Bothels.
- Läktaren där orgeln står är från 1682.

### Orgel
- År 1915 byggde Eskil Lundén, Göteborg, en orgel med sju stämmor.
- Nuvarande mekaniska orgel från 1973 är tillverkad av Anders Perssons Orgelbyggeri.

| Manual       | Pedal      | Koppel  |
| Gedakt 8’    | Subbas 16' | Man/Ped |
| Principal 4’ |            |         |
| Rörflöjt 4’  |            |         |
| Gemshorn 2'  |            |         |
| Kvint 1 1⁄3’ |            |         |

## Galleri

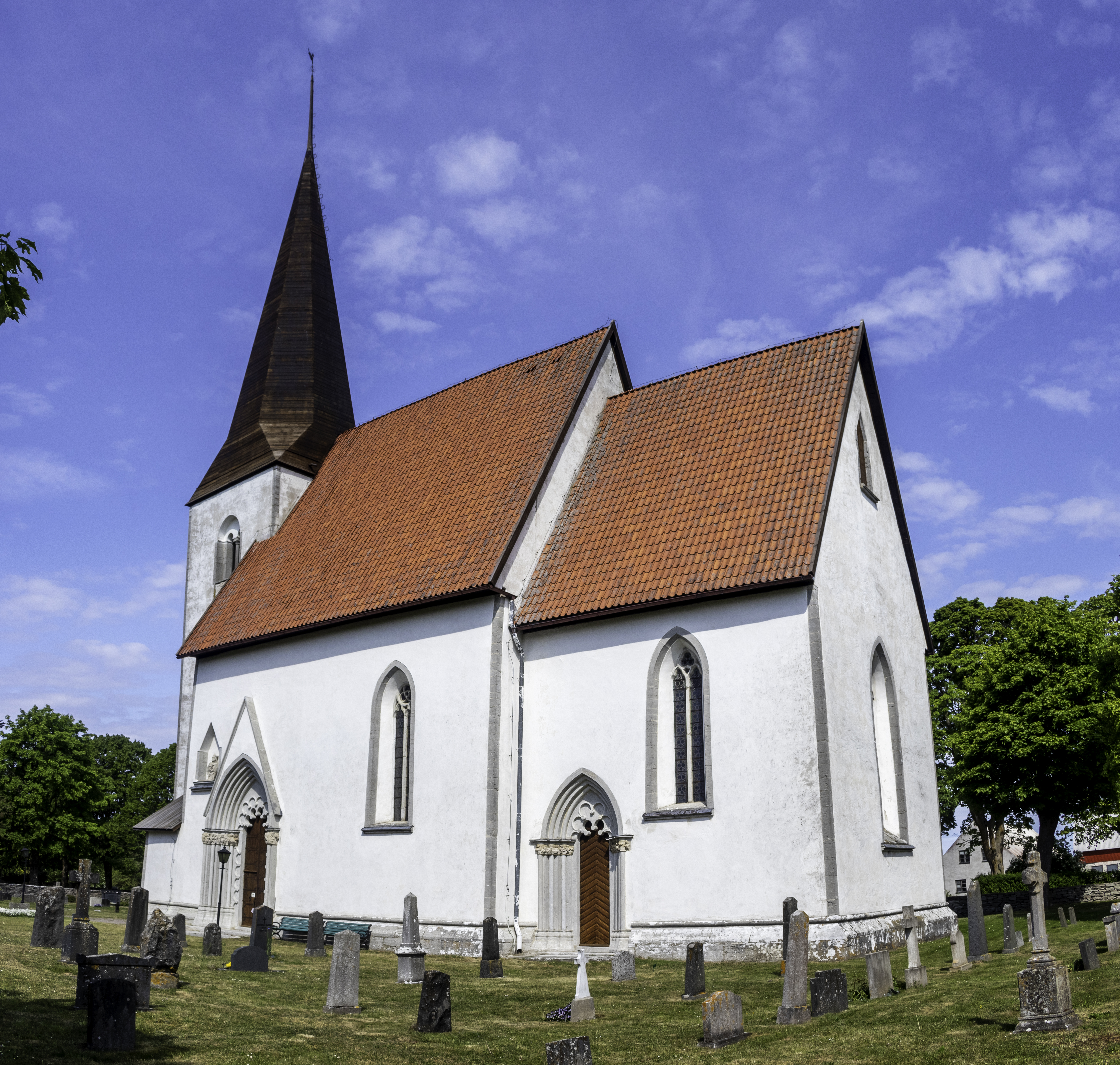
Kyrkan från sydöst
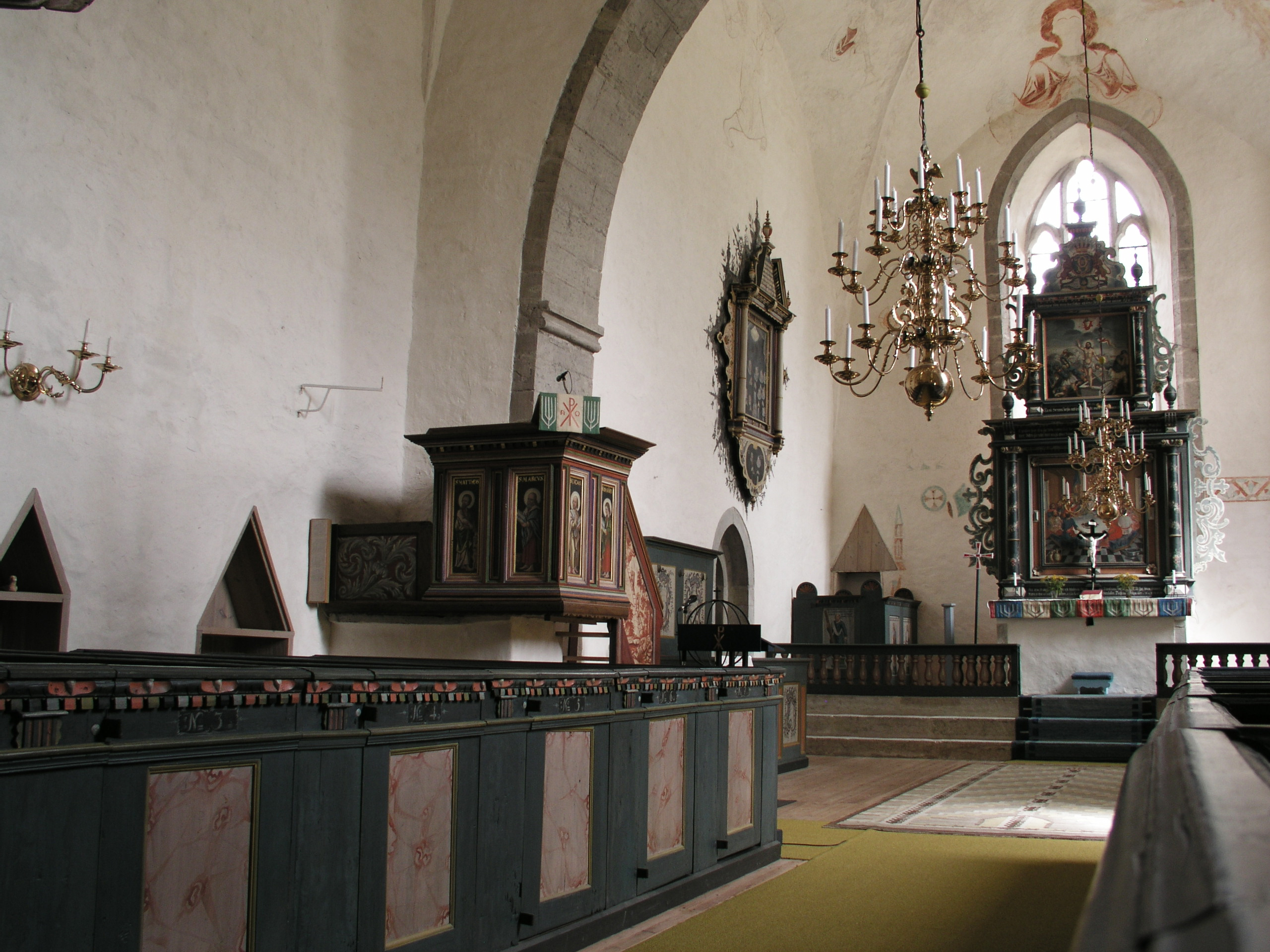
Kyrkorum
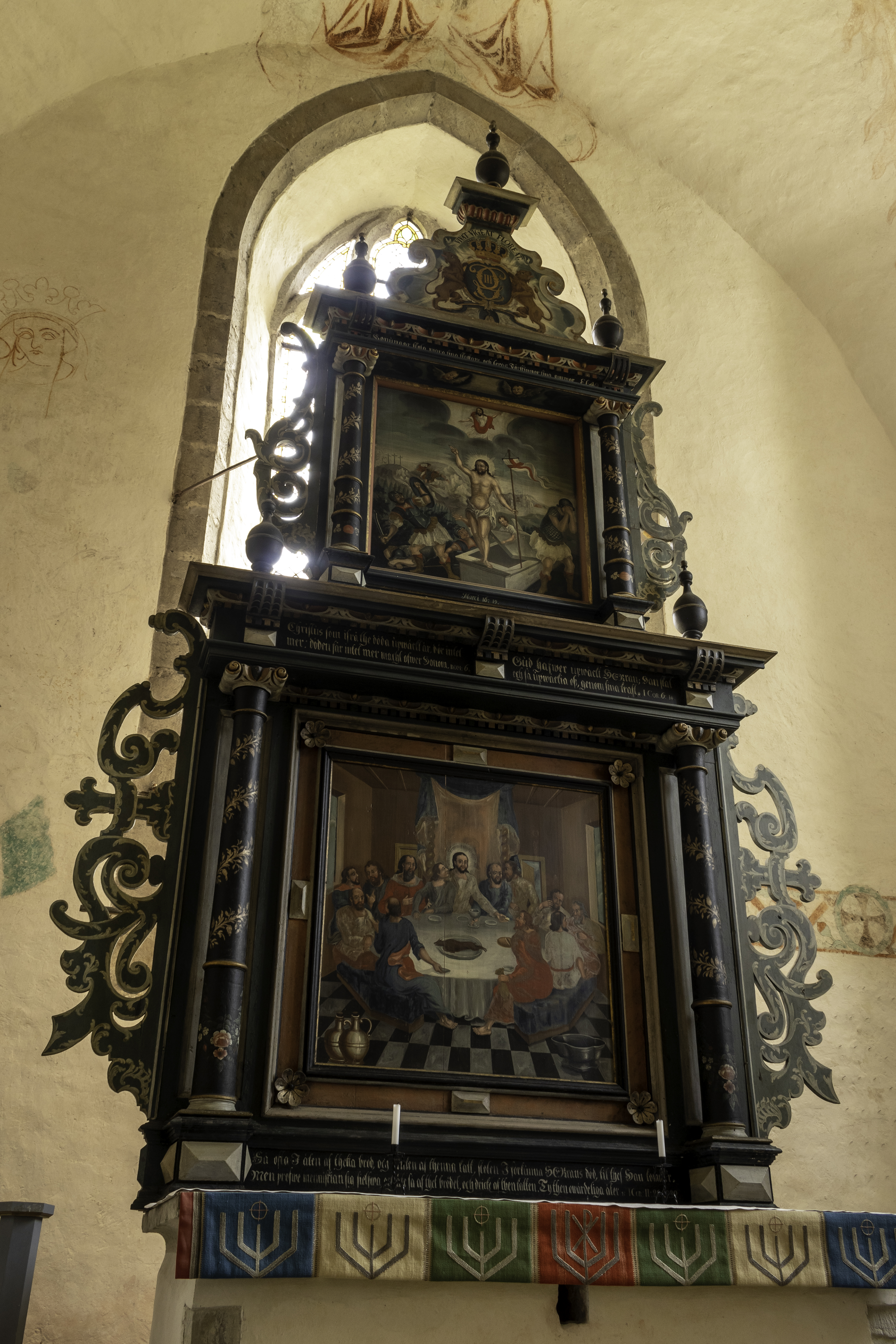
Altaruppsats
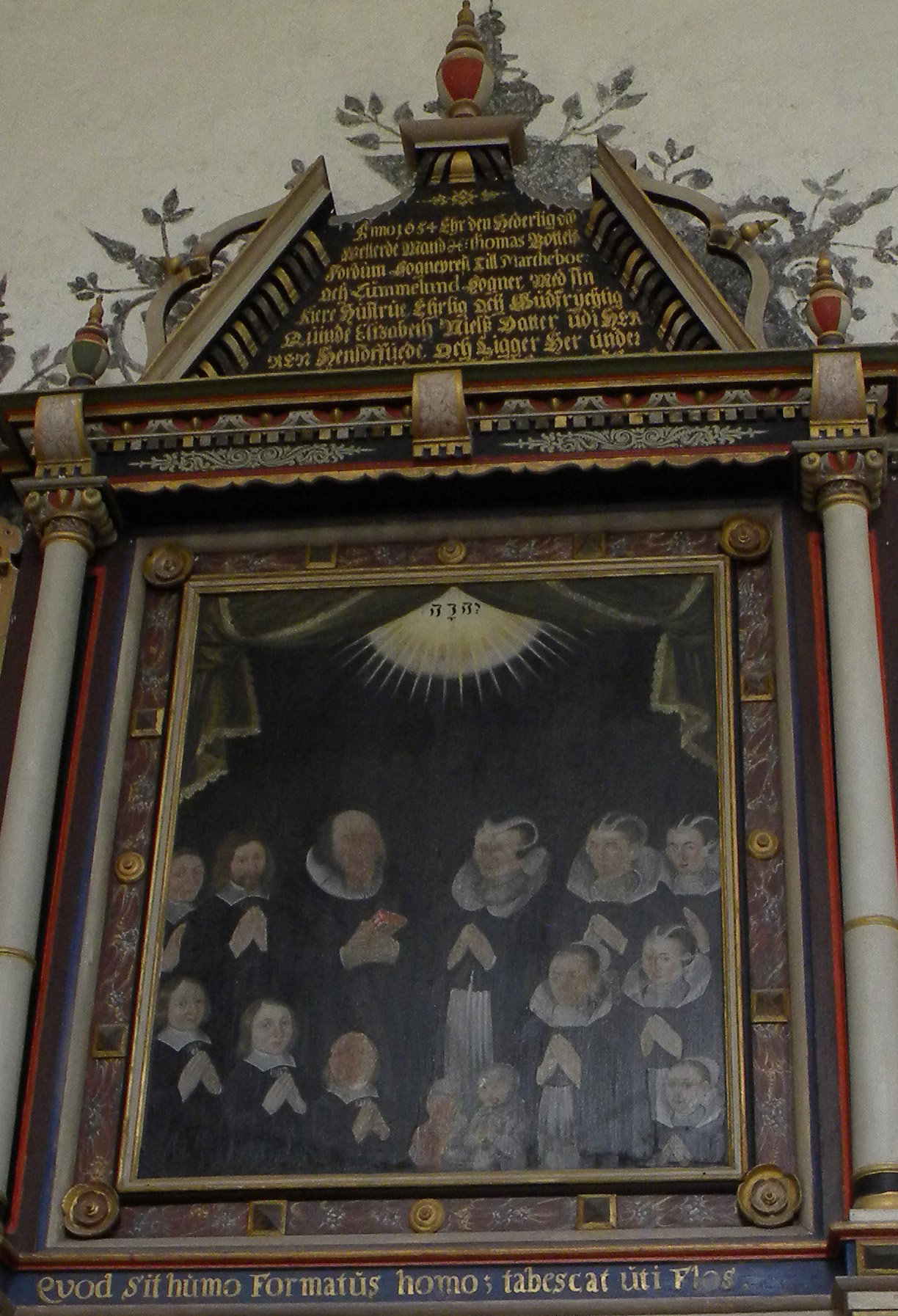
Epitafium från 1658
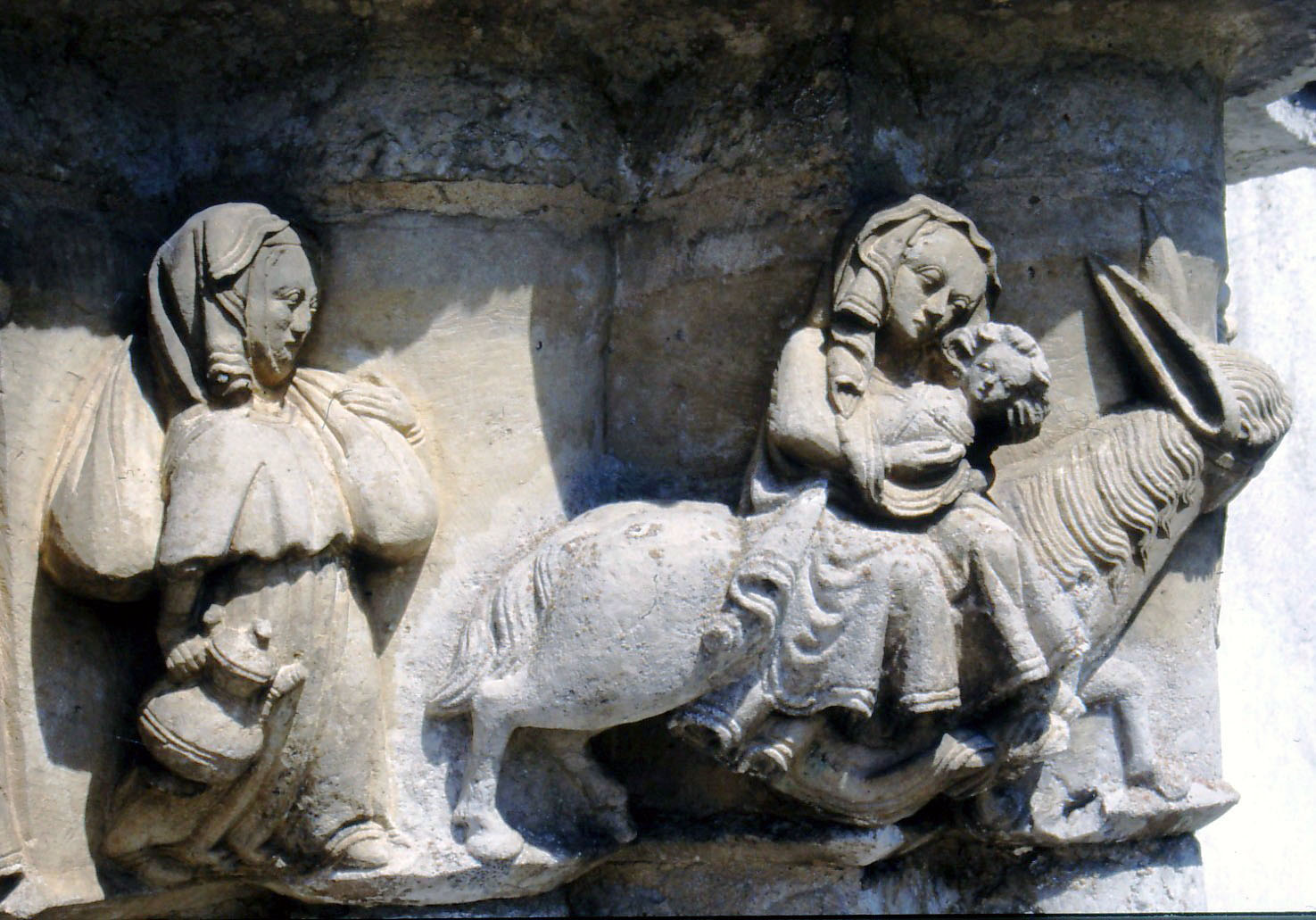
Flykten till Egypten
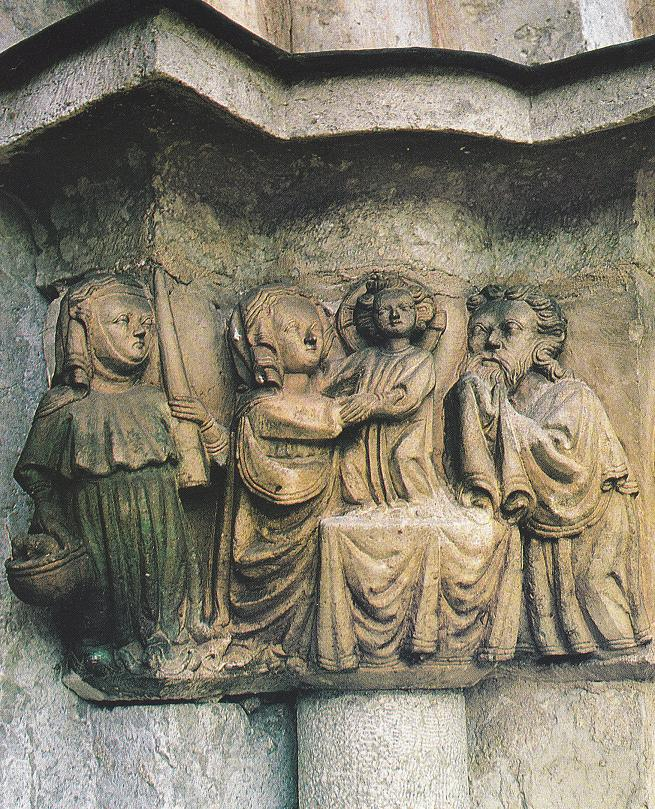
Jesus frambärs i templet
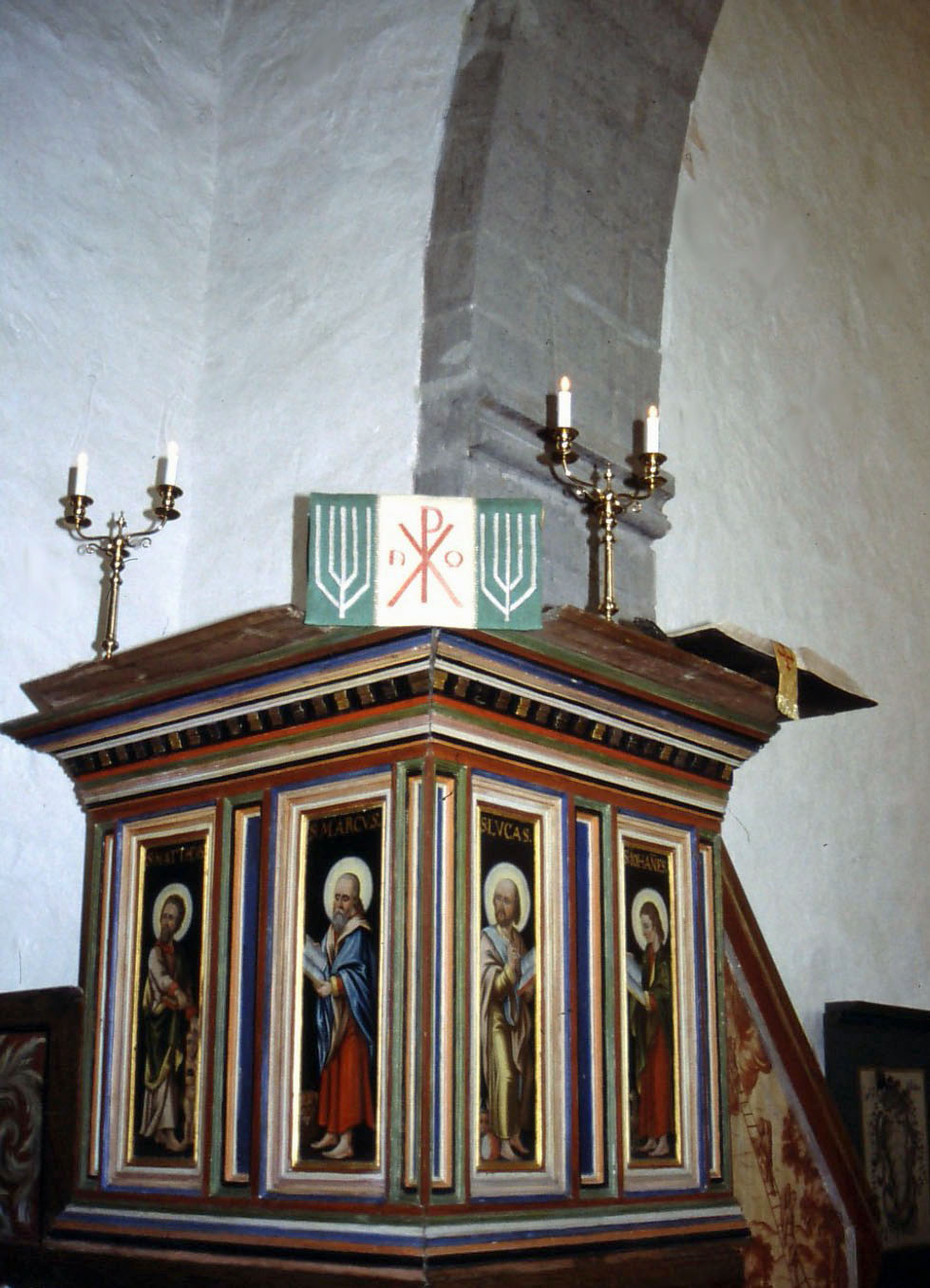
Predikstolen från 1500-talet
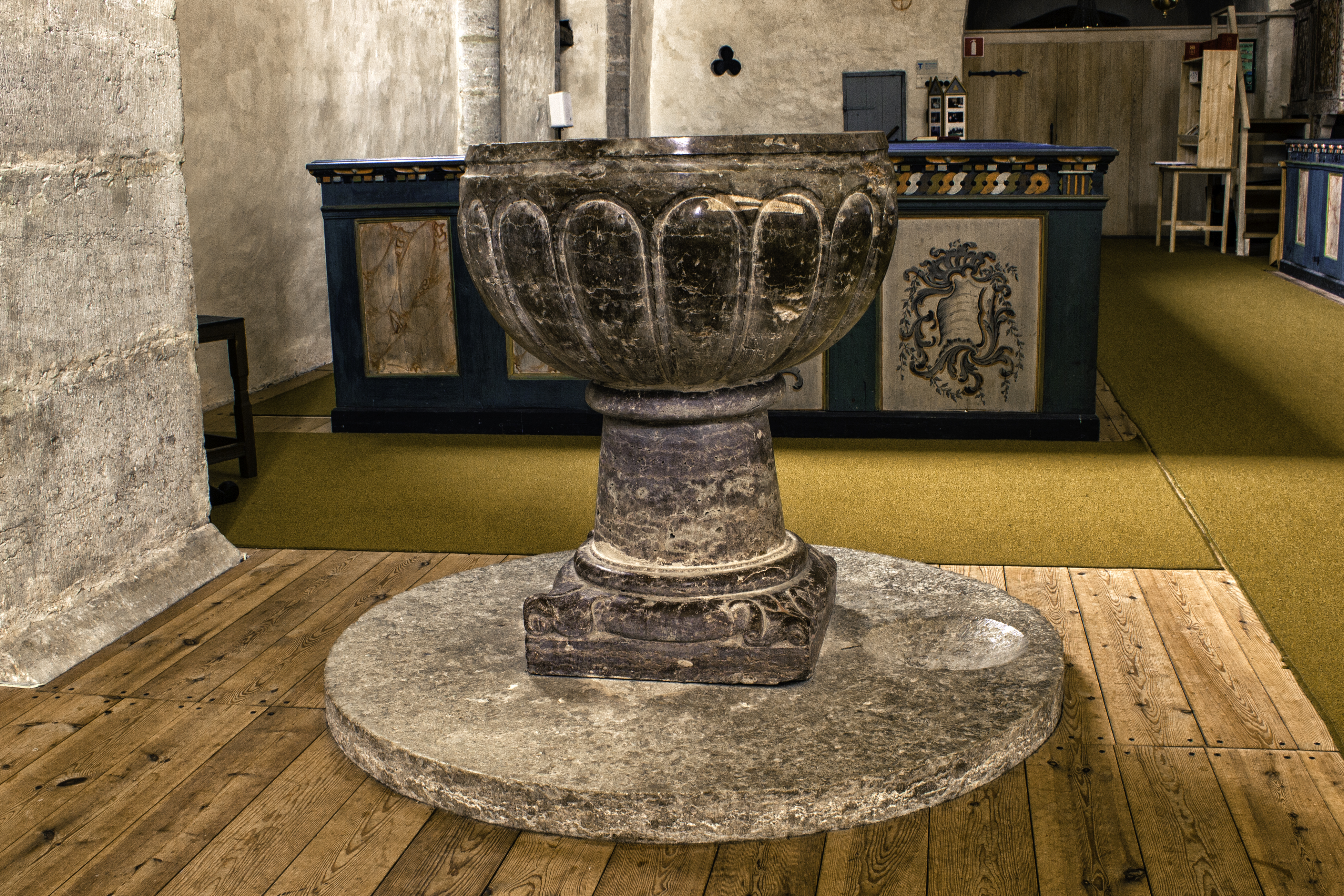
Dopfunt